# Adelchis
Adelchis (gest. nach 788) war ein langobardischer Mitregent und Thronanwärter. Adelchis (auch Adalgis) war der Sohn des letzten langobardischen Königs Desiderius und dessen Frau Ansa. Im Jahr 759 bestieg er  als Mitregent seines Vaters den Thron. 
Während sein Vater im Jahr 773 in Pavia noch (allerdings letztlich erfolglos) Widerstand gegen die fränkischen Invasoren unter Karl dem Großen leistete, ergab sich Adalchis in Verona. Es gelang ihm, nach Konstantinopel zu fliehen. Seine Versuche, die langobardische Königskrone zurückzugewinnen, scheiterten 788 endgültig, als die mit ihm in Kalabrien gelandeten byzantinischen Truppen von Grimoald III., dem Herzog von Benevent, geschlagen wurden. Sein weiteres Schicksal ist unbekannt.
Alessandro Manzoni verfasste 1822 die Tragödie Adelchi (it. Adelgis). Nach der Überlieferung ließ sein Vater das Kloster San Pietro al Monte als Dank für die Heilung seiner Augen erbauen.